# Præsidentvalget i Tyskland 2012
Præsidentvalget i Tyskland 2012 fandt sted i Rigsdagsbygningen i Berlin den 18. marts 2012. Joachim Gauck blev valgt til Tysklands ellevte forbundspræsident. Valget blev foretaget for at erstatte forbundspræsident Christian Wulff, som gik af før udløbet af sin valgperiode. Præsidentvalget er indirekte og afgøres af Forbundsforsamlingen, som er sammensat af repræsentanter samlet af Forbundsdagen og et tilsvarende antal valgt af de tyske delstater.

## Forbundsforsamlingens sammensætning
Det var indkaldt 1240 medlemmer af Forbundsforsamlingen med følgende sammensætning:
| Parti                 | Medlemmer totalt | Medlemmer fra Forbundsdagen | Medlemmer fra delstaterne | Andel  |
| --------------------- | ---------------- | --------------------------- | ------------------------- | ------ |
| CDU/CSU               | 486              | 237                         | 249                       | 39,2 % |
| SPD                   | 331              | 146                         | 185                       | 26,7 % |
| Bündnis 90/Die Grünen | 147              | 068                         | 079                       | 11,9 % |
| FDP                   | 136              | 093                         | 043                       | 11,0 % |
| Die Linke             | 124              | 076                         | 048                       | 10,0 % |
| Freie Wähler          | 010              | 000                         | 010                       | 0,8 %  |
| NPD                   | 003              | 000                         | 003                       | 0,2 %  |
| Piratenpartei         | 002              | 000                         | 002                       | 0,2 %  |
| SSW                   | 001              | 000                         | 001                       | 0,1 %  |
| I alt                 | 1240             | 620                         | 620                       | 100 %  |

## Valgresultatet

### Joachim Gauck
Joachim Gauck var foreslået som kandidat af samtlige partier i Forbundsdagen (CDU/CSU, SPD, FDP og Bündnis 90/Die Grünen) bortset fra die Linke. Gauck støttes også af SSW og Freie Wähler. Hans vælgergrundlag er dermed 1111 af tilsammen 1240 stemmer.
Gauck fik 991 af 1228 gyldige stemmer og blev dermed valgt i første valgomgang.

### Beate Klarsfeld
Partiet die Linke som havde 124 medlemmer af Forbundsforsamlingen, foreslog Beate Klarsfeld. Hun fik 126 af 1228 gyldige stemmer.

### Andre
Olaf Rose var foreslået af partiet NPD. NPD er repræsenteret i Landdagen i Sachsen og Mecklenburg-Vorpommerns landdag. Dette gav partiet ret til at sende tilsammen tre repræsentanter til Forbundsforsamlingen. I valget fik Rose tre af 1228 gyldige stemmer.

### Blanke og ugyldige stemmer
Ved stemmeafgivningen blev der registreret 108 ikkeafgivne stemmer, mens fire stemmer blev kendt ugyldige.